# Yandex.Taxi
Yandex.Taxi (în rusă Яндекс.Такси) este o companie internațională de IT care operează cu taxiuri și companii de livrare alimentară în Rusia, CSI, Europa de Est, Africa și Orientul Mijlociu. Compania se numără printre cei mai mari dezvoltatori mondiali de tehnologie de conducere automată.
Yandex.Taxi a fost fondată de Yandex N.V., o companie multinațională rusă care operează un motor de căutare, un portal de internet și alte 70 de servicii online în mai multe țări. Uneori descris ca „Google, Amazon, Uber și Spotify rusești”, Yandex este listat pe NASDAQ din 2011. Compania se concentrează pe dezvoltarea tehnologiilor bazate pe învățarea automată. Yandex.Taxi este o companie separată, cu răspundere limitată, în cadrul Yandex Group, constituită în Țările de Jos sub numele de Yandex.Taxi B.V. 
Serviciile de călătorie Yandex.Taxi funcționează în peste 1.000 de orașe, inclusiv 300 de orașe mari din Rusia, Belarus, Moldova, Armenia, Georgia, Kârgâzstan, Kazahstan, Uzbekistan, Letonia, Estonia, Lituania, Serbia, Israel, Coasta de Fildeș, Finlanda și Ghana. În ultimele patru țări, operează sub o marcă numită Yango. Peste 700.000 de șoferi sunt conectați la rețea. 
Compania de tehnologie alimentară a companiei include serviciul de livrare a alimentelor Yandex.Eats, serviciul de livrare rapidă de produse alimentare Yandex.Lavka. Începând din 2019, serviciul de livrare a alimentelor Yandex.Lavka este disponibil prin intermediul aplicației Yandex.Taxi și funcționează în Rusia, precum și în Kazahstan.
În 2020, Yandex.Taxi ar fi dezvoltat hardware și software proprietar infuzat de AI pentru vehiculele sale care monitorizează nivelul de atenție al șoferilor, precum și un sistem de recunoaștere facială care determină identitatea persoanei aflate la volan.

## Extindere globală
Începând cu 2020, Yandex.Taxi funcționează în peste 1.000 de orașe, include 300 de orașe mari din Rusia, Belarus, Armenia, Kârgâzstan, Moldova, Georgia, Kazahstan, Letonia, Lituania, Estonia, Uzbekistan, Serbia, Coasta de Fildeș, Israel, Finlanda, Ghana și România. În plus față de serviciul de taxi, Yandex.Taxi operează platforme de tehnologie alimentară, livrare de produse alimentare și marfă. 

### Moldova
- Debut la Chișinău - La 24 iulie 2017, Yandex Taxi a fost lansat oficial în Chișinău[14] , devenind primul serviciu internațional de ride-hailing complet localizat în limba română. . La început, aplicația oferea prețuri accesibile – tariful minim era de 15 lei (până la 3 km), iar tariful pe kilometru, ulterior, era de 5 lei.Cursa putea fi urmărită în timp real, iar timpul mediu de așteptare era de doar 5–7 minute[15].

- Expansiune în Bălți – În 2020, serviciul s-a extins în al doilea oraș ca mărime din țară – Bălți. Deja în primă fază, tariful de început era de aproximativ 20 lei, menținându-se o așteptare rapidă și costuri clare.
- Rebranding și noi funcționalități – În august 2020, Yandex Taxi s-a transformat în aplicația Yandex Go. În Chișinău și Bălți, noua aplicație a integrat atât ride-hailing, cât și livrări rapide de pachete și documente – o evoluție apreciată pentru fluidizarea experienței urbane [16].
- Serviciul „Livrare” – Lansat pe 26 martie 2021 în Chișinău, pentru transport de obiecte mici fără pasager. Tarifele sunt transparente: preluare până la 25 lei (include primii doi km + 3 min de așteptare), apoi 2 lei/km în oraș și supliment de așteptare 1 lei/min [17]

### România
Pe 27 iunie 2019, Yango și-a început operațiunile în București. Până la data lansării, 3.000 de șoferi de la 55 de companii partenere din România au trecut la serviciu.